# Buduma (langue)
Pour les articles homonymes, voir Buduma.
Le buduma est une langue tchadique parlée principalement au Tchad, également au Nigeria, par la population buduma. Environ 200 personnes le parlent aussi au Cameroun dans la Région de l'Extrême-Nord, le département du Logone-et-Chari et les îles du lac Tchad.

## Écriture
| a | b | c | d | e | ə | f | g | h | i | j | k | l | m | n | o | p | r | s | t | u | w | y |

L’accent grave marque le ton bas. L’accent circonflexe indique un avancement de la avancement racine de la langue et est utilisé avec les lettres a, i, et u : ‹ â, î, û ›.
Des digrammes sont utilisés pour certaines consonnes complexes : ‹ mb, nd, ng, nj, kw, gw, ›.